# Gabriela Maria Majewska
Gabriela Maria Majewska (ur. 22 września 1953 w Pucku) – historyk, pracownik naukowy Uniwersytetu Gdańskiego, żona prof. Władysława Adama Majewskiego.

## Życiorys
W 1972 roku ukończyła Liceum Ogólnokształcące w Pucku. W 1977 roku uzyskała tytuł zawodowy magistra historii na Uniwersytecie Gdańskim. W tym samym roku została zatrudniona na stanowisku asystenta w Instytucie Historii UG. 15 września 1979 roku poślubiła fizyka Władysława Adama Majewskiego. Z tego związku przyszło na świat dwoje dzieci: Adam Aleksander i Julia Magdalena. W 1986 roku otrzymała stopień naukowy doktora. W roku 2004 G.M. Majewska przedstawiła dysertację habilitacyjną pt. „Szwecja. Kraj – ludzie – rządy w polskiej opinii II połowy XVIII wieku”. Trzy lata później objęła stanowisko profesora UG.
Zainteresowania badawcze Majewskiej obejmują: gospodarkę (handel, żegluga, polityka gospodarcza, myśl ekonomiczna) i kulturę materialną Szwecji w XVII i XVIII wieku; kształtowanie się opinii w epoce nowożytnej (XVI–XVIII w.): opinię polską o Szwecji oraz obraz Polski i jej mieszkańców w Szwecji. Od 2006 roku jest członkiem Instytutu Polsko-Skandynawskiego w Kopenhadze, a od 2005 związana jest z Instytutem Bałtyckim. W latach 2008–2011 należała do Komitetu Nauk Historycznych Polskiej Akademii Nauk. W 2008 roku Gabrielę Marię Majewską odznaczono Złotym Medalem za Długoletnią Służbę.